# Heinz Matthes (Politiker, 1897)
Heinz Matthes (* 13. April 1897 in Hannover; † 2. Juli 1976) war ein deutscher Politiker (DHP, DP, GDP).

## Leben und Beruf
Nach der Mittelschule machte Matthes eine Ausbildung zum Bäcker und Konditor. Im Ersten Weltkrieg war er Soldat. 1920/21 arbeitete er als Bergbaupraktikant. Von 1921 bis 1933 war er hauptamtlicher Geschäftsführer der Deutsch-Hannoverschen Partei. Er war Mitglied des Hannoverschen Junglandbundes und Landesführer der Deutschen Legion. Nach 1933 war er Direktor und Vorstandsmitglied der Interessengemeinschaft der „Norddeutschen Portland-Zementfabrik Misburg AG“.

## Partei
In der Weimarer Republik gehörte Matthes der Deutsch-Hannoverschen Partei an. Am 8. Juli 1937 beantragte er die Aufnahme in die NSDAP und wurde rückwirkend zum 1. Mai desselben Jahres aufgenommen (Mitgliedsnummer 4.492.926). Nach dem Zweiten Weltkrieg beteiligte er sich an der Gründung der Niedersächsischen Landespartei, der späteren DP, deren Geschäftsführer Matthes zeitweise war. Nach der Fusion der DP mit dem GB/BHE war er Mitglied der neuen Gesamtdeutschen Partei.

## Abgeordneter
Vor 1933 war Matthes Mitglied des Hannoverschen Provinziallandtages. Im April 1932 wurde er von dessen Präsidenten in den Rechnungsausschuss bestellt. Er gehörte dem Deutschen Bundestag seit dessen erster Wahl 1949 bis 1961 an. Vom 23. März 1953 bis zu ihrer Auflösung am 1. Juli 1960 war er Parlamentarischer Geschäftsführer der DP-Fraktion. Ursprünglich für die Deutsche Partei gewählt, wurde er nach der Fusion mit dem GB/BHE am 3. Mai 1961 Mitglied der neuen GDP, die er mit Herbert Schneider und Helmuth Schranz bis zum Ende der Wahlperiode im Parlament vertrat. Matthes wurde im Bundestagswahlkreis Fallingbostel – Hoya stets direkt gewählt, 1953 und 1957 aufgrund eines Wahlabkommens mit der CDU, das der DP durch den Gewinn von Direktmandaten den Einzug in den Bundestag ermöglichen sollte.
1957 brachte er gemeinsam mit seinem Parteifreund Helmuth Schranz sowie Richard Jaeger, Hans Schuberth, Richard Stücklen (alle CSU) und weiteren Bundestagsabgeordneten von CSU und DP einen Gesetzentwurf zur Aufhebung von Artikel 102 Grundgesetz ein, mit dem Ziel die Todesstrafe wieder einzuführen. Dieser hatte jedoch keinen Erfolg.